# Фридрих I (Баден и Верона)
Вижте пояснителната страница за други личности с името Фридрих I.
Фридрих фон Баден (на немски: Friedrich von Baden, * ок. 1167, † 1217 убит) e сърегент, маркграф на Верона и Баден.

## Биография
Той е третият син на маркграф Херман IV фон Баден (1135 – 1190) и Берта фон Тюбинген († 24 февруари 1169). По-големите му братя са Херман V († 1243) и Хайнрих I († 1231).
Маркграф Фридрих тръгва с крал Андраш II от Унгария в Петия кръстоносен поход против Египет и е убит през 1218 г. при Дамиета.